# Alma mía
Alma mía è  un film argentino del 1999 diretto da Daniel Barone.

## Trama
Alma, pasticcera del quartiere La Boca, consegna torte in sella al suo scooter ed è fidanzata con Mario fin dall'adolescenza; Leo invece fa l'architetto e sta per sposarsi. Un amico di Leo, Tano, gli organizza un addio al celibato con la prostituta Fanny, che a sua volta è una cara amica di Alma. Fanny inganna Alma portandola con lei alla serata e Leo crede che anche la ragazza sia una prostituta pagata da Tano. L'incontro tra Alma e Leo cambierà le loro vite.

## Produzione
La sceneggiatura del film venne scritta da Jorge Leyes, su un'idea di Adrián Suar, che curò anche la produzione del film con la sua società Pol-ka Producciones.
Per interpretare i due protagonisti principali, vennero scelti Araceli González e Pablo Echarri, popolari attori televisivi con scarsa esperienza cinematografica. Araceli González era all'epoca la moglie del produttore Adrián Suar; in un'intervista l'attrice affermò: "Tutti vogliono lavorare con Suar, perché non io? Perché dovrei privarmi di questo? Tutti gli attori si sentono al sicuro in Pol-ka, perché dovrei essere l'eccezione? Con Adri ci siamo chiesti molte volte se penseranno che uno lavora lì perché, beh, lei è la moglie... Ma non voglio nemmeno censurare questa possibilità come attrice".

## Accoglienza
Il film si rivelò un buon successo al botteghino, raccogliendo circa 87.000 spettatori nel primo weekend di programmazione nelle sale e oltre 81.000 nel secondo, classificandosi al primo posto tra i film più visti.
Il personaggio di Fanny, interpretato da Valeria Bertuccelli, fu apprezzato per la narrazione non moralistica né stereotipata di una prostituta. Per il ruolo, l'attrice vinse il Condor d'argento alla migliore rivelazione femminile.
Adolfo C. Martínez, critico cinematografico de La Nación lodò la fotografia e l'ambientazione, ma affermò che "l'immaginazione è scarsa e si perde in un clima sentimentale molto incline alle soap opera", pur apprezzando le interpretazioni di Rita Cortese e Diego Peretti basate su "una solida incarnazione umana".
La recensione pubblicata da Clarín stroncò la pellicola, definita "un esercizio di nostalgia travestito da modernità" nonché "un film che finisce per dimostrare che, al di là dell'uso dell'estetica durante l'inquadratura e il montaggio, il modello delle commedie romantiche in Argentina è indietro di 30 anni"; venne tuttavia elogiata la performance di un'attrice, "un'incredibile Valeria Bertuccelli, di gran lunga la migliore del film".
Horacio Bernades su Página/12 sostenne che il film fosse "il miglior prodotto sfornato finora dalla fabbrica di Adrián Suar", apprezzandone le luci, le musiche e l'interpretazione di Peretti e Bertuccelli.

## Riconoscimenti
- 2000 - Condor d'argento
  - Miglior rivelazione femminile a Valeria Bertuccelli
  - Candidatura alla miglior rivelazione maschile a Diego Peretti